# Flughafen Thiruvananthapuram

i8
i11
i13
Der nur etwa 1 km von der Arabischen See entfernte und nur ca. 5 m hoch gelegene Flughafen Thiruvananthapuram (englisch Trivandrum International Airport, IATA-Code: TRV, ICAO-Code: VOTV) ist ein internationaler Verkehrsflughafen bei der Großstadt Thiruvananthapuram (ehemals Trivandrum) im Süden des südwestindischen Bundesstaats Kerala.

## Geschichte
Der Flughafen wurde im Jahr 1932 durch den Maharaja des Fürstenstaats Travancore gegründet und drei Jahre später in Betrieb genommen. Im Jahr 1977 begann Air India mit Flügen in die Golfstaaten.

## Flugverbindungen
Mehrere indische Airlines betreiben tägliche Linienflüge nach Delhi, Mumbai, Bangalore, Chennai, Hyderabad und anderen Städten Indiens. Internationale Flüge verbinden die südliche Malabarküste hauptsächlich mit den Golfstaaten.

## Sonstiges
- Der Flughafen hat zwei Terminals – einen für innerindische (Domestic Terminal) und einen für internationale Flüge.
- Betreiber des Flughafens ist die Adani Group.
- Die ca. 3398 m lange Start- und Landebahn ist mit ILS ausgestattet.